# Feeënzanger
De feeënzanger (Myiothlypis fraseri; synoniem: Basileuterus fraseri) is een zangvogel uit de familie Parulidae (Amerikaanse zangers).

## Verspreiding en leefgebied
Deze soort telt 2 ondersoorten:
- M. f. ochraceicrista: westelijk Ecuador.
- M. f. fraseri: zuidwestelijk Ecuador en noordwestelijk Peru.